# 辜家明
辜家明（1964年—），出生于中国湖北省荆州市，中國前女子羽球運動員。
她在1987年IBF世界錦標賽中獲得女子單打銅牌。第二年，她在著名的全英羽球錦標賽中擊敗了韓國選手李英淑，贏得了女子單打冠軍，並為中國在優霸盃（女子國際團體賽）決賽中拿下最後一點單打。
1988年優霸盃結束後，辜家明前往日本發展，後於日本從事基層教練工作。